# Фрідріх Мумм
Фрідріх Мумм (нім. Friedrich Mumm; 15 січня 1915, Пален — 5 червня 1943, Атлантичний океан) — німецький офіцер-підводник, капітан-лейтенант крігсмаріне.

## Біографія
3 квітня 1936 року вступив на флот. З квітня 1938 року — командир взводу на важкому крейсері «Адмірал граф Шпее». Після загибелі крейсера 17 грудня 1939 року був інтернований в Уругваї. В серпні 1940 року повернувся в Німеччину і був переданий в розпорядження командування флоту. З жовтня 1940 по березень 1941 року пройшов курс підводника. З квітня 1941 року — 1-й вахтовий офіцер на підводному човні U-564. З листопада 1941 по січень 1942 року пройшов курс командира човна. З 17 січня по 24 липня 1942 року — командир U-52, з 25 липня 1942 року — U-594, на якому здійснив 4 походи (разом 144 дні в морі). 5 червня 1943 року U-594 був потоплений в Північній Атлантиці західніше Гібралтару (36°02′ пн. ш. 10°28′ зх. д.) глибинними бомбами британського патрульного літака «Хадсон». Всі 50 членів екіпажу загинули.
Всього за час бойових дій потопив 2 кораблі загальною водотоннажністю 14 390 тонн.
| Дата            | Назва корабля | Тип               | Тоннаж | Вантаж | Екіпаж | Загинули | Країна   | Конвой |
| --------------- | ------------- | ----------------- | ------ | ------ | ------ | -------- | -------- | ------ |
| 13 вересня 1942 | Stone Street  | Торговий пароплав | 6,131  | Баласт | 52     | 13       | Панама   | ON-127 |
| 26 січня 1943   | Kollbjørg     | Тепловий танкер   | 8,259  | Нафта  | 35     | 11       | Норвегія | HX-223 |

## Звання
- Кандидат в офіцери (3 квітня 1936)
- Морський кадет (10 вересня 1936)
- Фенріх-цур-зее (1 травня 1937)
- Оберфенріх-цур-зее (1 липня 1938)
- Лейтенант-цур-зее (1 жовтня 1938)
- Оберлейтенант-цур-зее (1 жовтня 1940)
- Капітан-лейтенант (1 лютого 1943)